# Eleições estaduais em Mato Grosso em 1960
As eleições estaduais em Mato Grosso em 1960 ocorreram em 3 de outubro como parte das eleições em onze estados cujos governadores exerciam um mandato de cinco anos em sincronia com o mandato presidencial. Graças a essa particularidade foram eleitos apenas o governador Fernando Correia da Costa e o vice-governador José Garcia Neto, afinal as eleições parlamentares tiveram lugar em 1958.
Nas eleições parlamentares de 1958 desenhou-se uma tendência favorável à UDN graças ao fato que a mesma elegeu um senador e três deputados federais, levando assim à capital federal a maior bancada daquele pleito tendo à frente o médico Fernando Correia da Costa. Nascido em Cuiabá e diplomado pela Universidade Federal do Rio de Janeiro, lecionou em instituições anteriores à Universidade Federal de Mato Grosso do Sul, além de possuir investimentos agropecuários. Membro da UDN foi eleito prefeito de Campo Grande em 1947 e governador de Mato Grosso para cinco anos de mandato em 1950 voltando à política como representante do estado no Senado Federal em 1958, entretanto sua volta ao Palácio Alencastro em 1960 levou à efetivação de Paulino Lopes da Costa.
Por coincidência o resultado das eleições para governador de Mato Grosso repetiu o ocorrido em 1950 quando Fernando Correia da Costa derrotou Filinto Müller, embora este ano a disputa tenha contado com um terceiro candidato, o deputado federal Wilson Fadul, que acabaria subtraindo votos de Filinto Müller ao romper a aliança com o diretório estadual do PSD afetando ainda o desempenho do governador eleito que obteria o mais baixo percentual de votos destinado ao vencedor na disputa pelo Palácio Alencastro.
O vice-governador do estado é o engenheiro civil José Garcia Neto. Nascido no município sergipano de Rosário do Catete, diplomou-se em 1944 pela Universidade Federal da Bahia e antes de migrar para Mato Grosso dirigiu o Departamento de Estradas e Rodagem (DER) e também o Departamento de Saneamento em Sergipe, além de trabalhar junto ao Ministério da Fazenda. Professor do atual Instituto Federal de Mato Grosso, foi sócio de uma construtora e comandou o Departamento de Obras. Na política foi eleito prefeito de Cuiabá pela UDN em 1954, exercendo cumulativamente a presidência da Associação dos Municípios da Amazônia Mato-Grossense.

## Resultado da eleição para governador
O Tribunal Superior Eleitoral informa que foram apurados 143.215 votos nominais.
| Candidatos a governador do estado | Candidatos a vice-governador | Número | Coligação           | Votação | Percentual |
| --------------------------------- | ---------------------------- | ------ | ------------------- | ------- | ---------- |
| Fernando Correia da Costa UDN     | Ver abaixo -                 | -      | UDN (sem coligação) | 66.206  | 46,23%     |
| Filinto Müller PSD                | Ver abaixo -                 | -      | PSD (sem coligação) | 55.105  | 38,48%     |
| Wilson Fadul PTB                  | Não havia -                  | -      | PTB (sem coligação) | 21.904  | 15,29%     |
| Fontes:                           |                              |        |                     |         |            |

## Resultado da eleição para vice-governador
O Tribunal Superior Eleitoral informa que foram apurados 129.452 votos nominais.
| Candidatos a governador do estado | Candidatos a vice-governador | Número | Coligação           | Votação | Percentual |
| --------------------------------- | ---------------------------- | ------ | ------------------- | ------- | ---------- |
| Ver acima -                       | José Garcia Neto UDN         | -      | UDN (sem coligação) | 71.379  | 55,14%     |
| Ver acima -                       | Cícero de Faria PSD          | -      | PSD (sem coligação) | 58.073  | 44,86%     |
| Fontes:                           |                              |        |                     |         |            |